# Corrina Konijnenburg
Ingetje Cornelia Hendrika Johanna (Corrina) Konijnenburg (Pernis, 10 november 1964 – aldaar, 31 juli 2002) verscheen in 1967 als tweejarige peuter in het televisieprogramma Bij Dorus op schoot van Tom Manders ("Dorus"). In dat programma nam Dorus kinderen op schoot om met ze te praten en een liedje te zingen. 

## De uitzending
Nadat Dorus Poessie mauw voorstelde, bleef de peuter de woorden Poessie mauw eindeloos zingen, omdat ze blijkbaar de rest van het liedje niet kende. Ze werd begeleid door pianist Hugh den Ouden, wat hem niet meeviel. Op 18 november 1967 werd haar optreden op de televisie uitgezonden. De meeste kinderen die in het programma optraden raakten in vergetelheid maar Corrina's optreden werd een hit. Het fragment werd talloze malen op de Nederlandse televisie herhaald, op grammofoonplaat uitgebracht en bereikte een legendarische status.
Later probeerden andere kinderen Corrina - misschien door de ouders geïnstrueerd - te imiteren. Als Dorus voorstelde om een liedje te zingen, werd het vaak Poessie mauw, waarop Dorus het kind onderbrak en zei dat hij een ander liedje wilde horen.

## Latere leven en overlijden
Corrina van Ginkel-Konijnenburg was getrouwd en moeder van twee dochters. In april 1998 werd bij haar baarmoederhalskanker geconstateerd. Na een ziekte van vier jaar overleed ze op 37-jarige leeftijd in haar woonplaats Pernis.